# Alípio Napoleão de Andrada Serpa
Alípio Napoleão de Andrada Serpa (Barbacena, 16 de junho de 1918 - Bahia, 17 de agosto de 1942). Era primeiro-tenente do Exército Brasileiro e morreu no afundamento do navio mercante Itagiba, atacado pelo submarino alemão U-507 no litoral da Bahia.
Morto aos 24 anos, sua curta vida foi inteiramente dedicada à carreira das armas. Educado no Colégio Militar de Barbacena e, mais tarde, na Escola Militar do Realengo, aos 20 anos foi declarado Aspirante-a-oficial. Serviu as unidades de Artilharia de Cruz Alta (RS), Juiz de Fora e Campinho (MG).
Em 17 de agosto de 1942, o Primeiro-tenente Serpa e seus comandados do 7º Grupo de Artilharia de Dorso, encontravam-se a bordo do Itagiba, os quais estavam sendo enviados, juntamente com material de guerra, a Recife, a fim de aumentar as defesas do litoral nordestino.
Às 10:49 daquela manhã, enquanto era servido o almoço, aproximadamente 30 milhas ao sul de Salvador, próximo à ilha de Tinharé, nas proximidades de Valença na Bahia, o navio foi torpedeado pelo U-507, comandado pelo capitão-de-corveta Harro Schacht. Mesmo ferido pela explosão, o tenente Serpa cuidou do salvamento de todos os soldados que se achavam sob suas ordens, dos demais passageiros, bem como dos tripulantes.
Quando o navio já afundava rapidamente, entrou numa baleeira, que acabou sendo atingida pelo chaminé do Itagiba. Ferido e muito cansado, foi recolhido a bordo do Arará que, em seguida, também foi atingido por novo torpedo. Desta vez, Serpa não conseguiu se salvar.
Era filho do Coronel José Maria Serpa, engenheiro militar e professor do Colégio Militar de Barbacena, e de Maria Antônia de Andrada Serpa, irmã do presidente Antônio Carlos e do Embaixador José Bonifácio. Era neto de Antônio Carlos Ribeiro de Andrada (III). Deixou três irmãos militares: o Cel. Luiz Gonzaga e os generais-de-exército José Maria de Andrada Serpa e Antônio Carlos de Andrada Serpa, sendo que, estes dois últimos integraram o Alto-Comando do Exército.
O ataque ao Itagiba e ao Arará causou a morte de 56 pessoas (36, no primeiro e 20, no segundo), que, somadas às dos ataques dos dias anteriores (Baependi, Araraquara e Aníbal Benévolo), nos litorais de Sergipe e do norte da Bahia, alcançou a cifra de 607 pessoas mortas, das quais mutias mulheres e crianças.
O U-507 teve seu fim, em 13 de janeiro de 1943, a noroeste da cidade de Natal, precisamente ao largo da costa do Ceará, por um Catalina norte-americano do esquadrão patrulha VP-83. Não houve sobreviventes dentre os 54 tripulantes do u-boot.

## Testemunhos
Os atos de bravura e heroísmo do Primeiro-tenente Serpa têm várias testemunhos, dentre eles, o do Primeiro-tenente Tentente Dalvaro José de Oliveira, ex-combatente da 2ª Guerra Mundial integrante do 8º GMAC - 8º Grupamento Móvel de Artilharia de Costa, que também estava a bordo do Itagiba, e declarou:
"Algumas pessoas chegaram a entrar no Arará antes do torpedeamento, como o Tenente Alípio Napoleão de Andrada Serpa. Por sinal, há uma passagem em que ele demonstrou grande heroísmo. Ele tinha se cortado durante a explosão e estava sangrando quando viu o soldado Pedro Paulo de Figueiredo Moreira, a seu lado, bastante aflito. Imediatamente, o Ten. Serpa entregou o seu salva-vidas a esse soldado e o encorajou a prosseguir. Pedro Paulo, que continua entre nós, deve a sua vida ao tenente, que infelizmente morreu."
Já o Segundo-tenente Pedro Paulo de Figueiredo Moreira, ex-combatente da 2ª Guerra Mundial do 8º GMAC - 8º Grupamento Móvel de Artilharia de Costa, relatou o seguinte:
"No naufrágio do navio Itagiba, destaco duas figuras realmente excepcionais: O Tenente Alípio de Andrada Serpa e o nosso soldado Walter Silero Fix. Não posso deixar passar essa oportunidade sem ressaltar o heroísmo e bravura daquele jovem oficial do nosso Exército, o valente Tenente Serpa, que soube, no momento do bárbaro e covarde atentado, portar-se como verdadeiro líder, atento e atuante, dotado de exata noção do cumprimento do dever.
No desejo de salvar a todos os seus comandados, morreu tragado pelo oceano, vítima da ação, cruel e covarde, dos nazistas. O desassombro do Tenente Alípio Serpa, brioso oficial do nosso glorioso Exército, ficou como um belo exemplo para todos os brasileiros. Eu estava correndo, transtornado, em busca de um salva-vidas, vendo-me, deu-me o seu, dizendo: "Calma seu Figueiredo, muita calma!" quando, então lhe disse: "Este é seu, Tenente. O senhor não vai deixar o navio?" Respondeu-me: "Sairei depois de todos os meus soldados, fique com o salva-vidas." Sinto-me feliz por poder, publicamente, demonstrar minha gratidão pela sua impressionante solidariedade humana em tão trágico momento."
O compositor brasileiro Silas de Oliveira também estava a bordo do Itagiba, e integrava o destacamento do tenente Andrada Serpa.
Na Academia Militar, o tenente Andrada Serpa usara o Espadim de nº. 289, o qual foi retirado de circulação "em virtude de ato de bravura, por ele praticado, por ocasião do torpedeamento do navio "Itagiba". Tal peça foi recolhida ao Museu Escolar, com a ficha respectiva, sendo nela inscrita, em letras vermelhas, o motivo que determinou sua retirada de circulação.
Várias homenagens foram prestadas à sua memória e ao seu heroísmo. Foi-lhe concedida post-mortem, pelo presidente da República, a Medalha de Distinção de Primeira Classe.